# Claude Quittet
Claude Quittet est un ancien footballeur français, né le 12 mars 1941 à Mathay (Doubs, Franche-Comté).

## Biographie
Né à Mathay près de Sochaux, Claude Quittet est formé à l'école des lionceaux du FC Sochaux ou il devient rapidement capitaine. Il a été défenseur central au FC Sochaux, à l'OGC Nice et capitaine de l'AS Monaco durant deux ans (1973-1974). Il a joué 338 matchs en Division 1, 124 matchs en Division 2 et a été sélectionné seize fois entre 1967 à 1973 en équipe de France, dont quatre sélections en tant que capitaine en 1972-1973.
En 1975 âgé de 34 ans, il est recruté avec de nombreux autres champions sportifs par représenter la marque Adidas durant 25 ans par Horst Dassler (patron de la marque et fils d'Adolf Dassler, fondateur de la marque).
Il a épousé Colette, est grand-père de Léa, Eva et Nathan Quittet et vit sa retraite à Besançon en tant que président de l’association des anciens joueurs du FC Sochaux, et où il se passionne pour le Golf.

## Carrière de joueur
- 1958-1969 :  FC Sochaux-Montbéliard.
- 1969-1973 :  OGC Nice.
- 1973-1974 :  AS Monaco.
- 1974-1976 :  RCFC Besançon[1].

## Palmarès
- Double vainqueur de la Coupe Charles Drago en 1963 et 1964 avec le FC Sochaux.
- Finaliste de la Coupe de France en 1967 avec le FC Sochaux et en 1974 avec l'AS Monaco.
- Champion de France de D2 en 1970 avec l'OGC Nice.
- Vainqueur du Challenge des champions 1970 avec l'OGC Nice[2].
- 16 sélection en équipe de France de 1967 à 1973 dont quatre sélections en tant que capitaine en 1972-1973.
- Oscar (sponsorisé par Byrrh) du meilleur joueur de Division 2 en 1970[3].